# Chrysospalax trevelyani
Chrysospalax trevelyani é uma espécie de mamífero da família Chrysochloridae. É endêmica da África do Sul, onde ocorre nas florestas afro-montanhosas da província do Cabo Oriental, de East London ao norte até Port St. Johns, e interiormente até as montanhas de Amathole e Kologha perto de King Williams Town e Stutterheim. 